# Fredonia (Alabama)
Pour les articles homonymes, voir Fredonia.
Fredonia est une communauté non organisée et une census-designated place située dans le comté de Chambers en Alabama aux États-Unis. Dans le passé, la communauté a également porté les noms de Freedona et de Hursts Store.

## Monuments
Fredonia comprend l'école Rosenwald New Hope (en) qui est classée dans le Registre national des lieux historiques.

## Annexe